# Martin Garrix

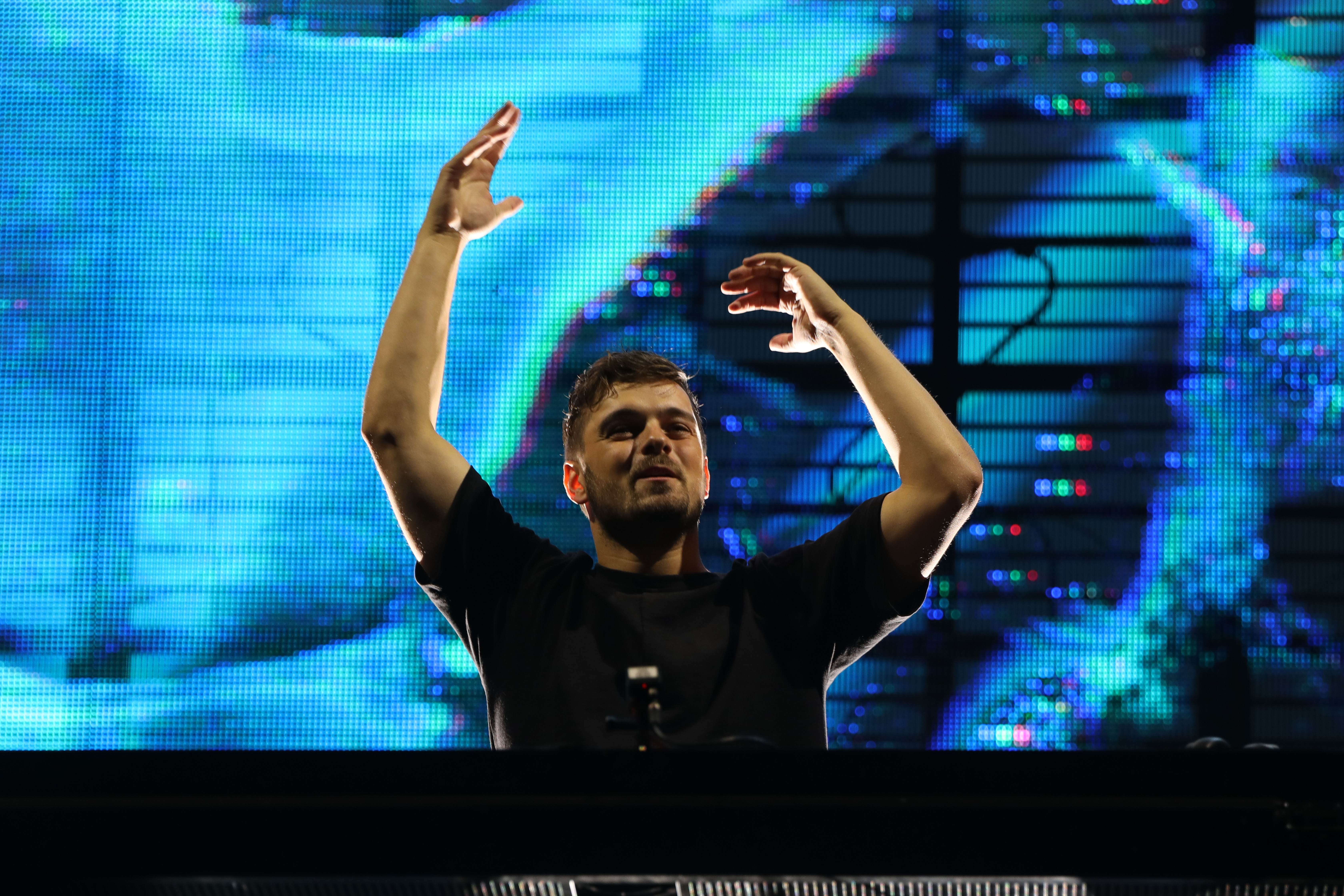
Martin Garrix (2022)

Martin Garrix (* 14. Mai 1996 in Amstelveen; mit bürgerlichem Namen Martijn Gerard Garritsen) ist ein niederländischer DJ und Musikproduzent, der im Jahre 2013 mit dem Lied Animals seinen internationalen Durchbruch hatte. Seit Beginn seiner Karriere ist er in den Bereichen der Electro- und Dirty-House-Musik aktiv, vertritt seit 2015 jedoch vermehrt melodischere Varianten des Electro-House und Future-Bass. Er ist außerdem unter seinen anderen Künstlernamen GRX (Big-Room), YTRAM (Deep- & Bass-House) und Area21 (in Zusammenarbeit mit dem Rapper Maejor Ali; Future-Bass, Hip-Hop) bekannt.

## Karriere

### Kindheit
Martin Garrix lernte ab dem Alter von vier Jahren das Gitarrespielen. Als er acht Jahre alt war, fasste er den Entschluss, später einmal DJ zu werden, nachdem er Tiësto bei den Olympischen Spielen in Athen gesehen hatte. Garrix machte seinen Abschluss an der Herman Brood Academy, einer speziellen Schule für Musikproduktion.

### 2012: Musikalische Anfänge
Um im Musikbusiness Fuß zu fassen, produzierte Martin Garrix einen Track als Ghost Producer. Wie er dem DJ Magazine 2013 verriet, wurde dieser Song, dessen Namen er nicht sagen darf, von Spinnin’ Records veröffentlicht und wurde ein großer Erfolg. „Sie [Spinnin’ Records – Anm.] fanden heraus, dass ich ihn gemacht habe, und luden mich in ihr Büro ein und ich spielte ihnen meine anderen Sachen vor“, erzählte Garrix in dem Interview. Daraufhin sei er bei Spinnin’ Records unter Vertrag genommen worden. Zunächst folgte im September 2012 die Solo-Single Keygen. Gemeinsam mit Julian Jordan veröffentlichte Garrix dann im November 2012 den Track BFAM. Im selben Jahr produzierte er außerdem für Christina Aguilera einen Remix des Liedes Your Body, der auf der Deluxe-Version ihres Albums Lotus veröffentlicht wurde, sowie einen Remix für Roy Gates’ Titel Midnight Sun 2.0.

### 2013: Musikalischer Durchbruch,Animals&Wizard

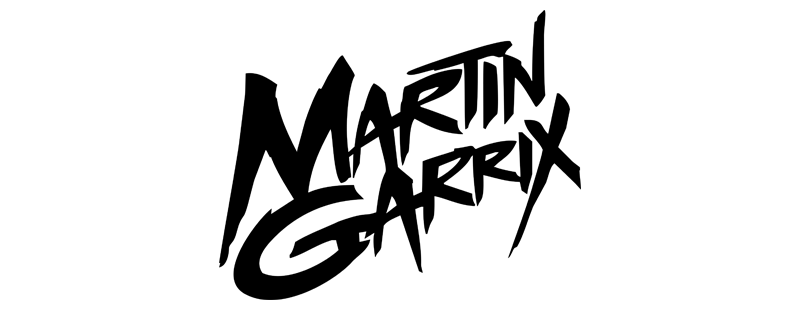
Martin Garrix’ Logo im Jahr 2013 und 2014

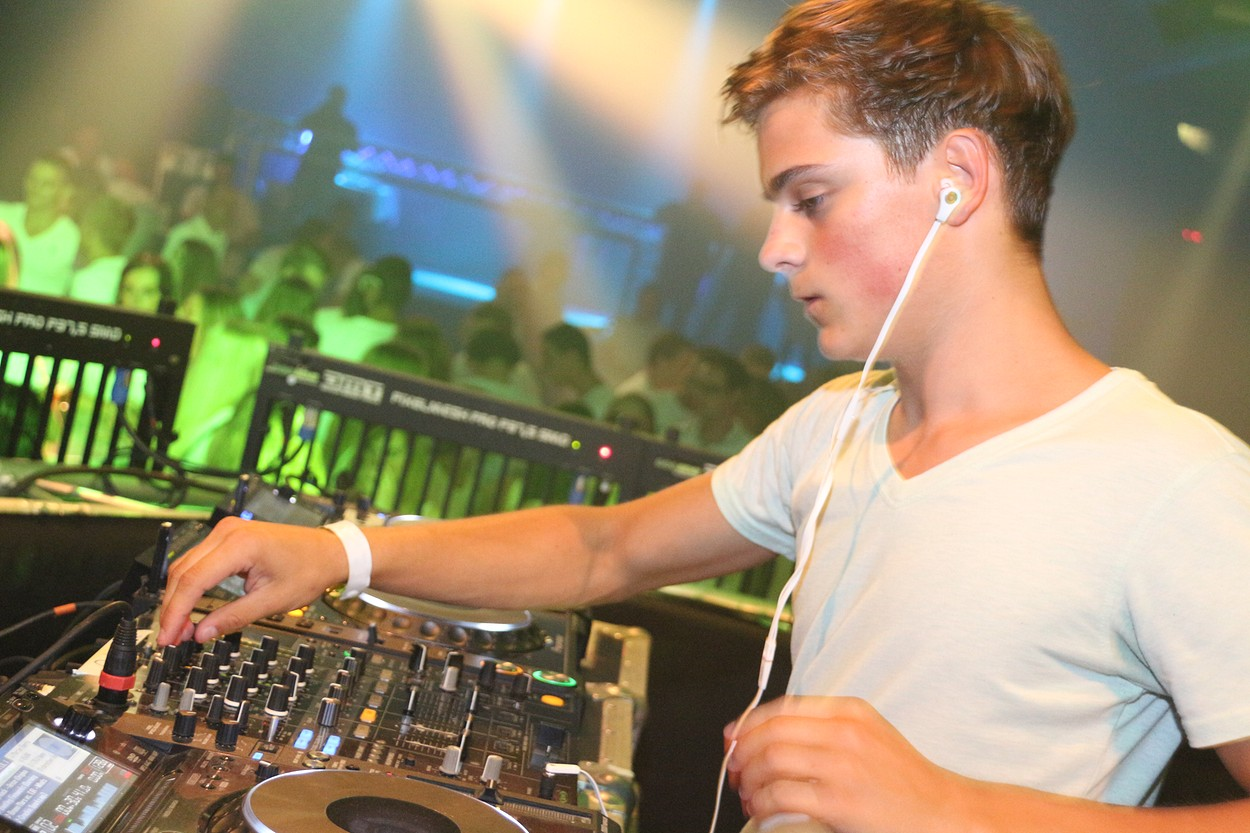
Martin Garrix beim Midsummer White Festival 2013

Im Februar 2013 veröffentlichte Martin Garrix zusammen mit Sidney Samson den Track Torrent, welcher auf dem Label Musical Freedom, einem Sublabel von Spinnin’ Records, erschien. Im März brachte Garrix dann gleich zwei Tracks heraus: Einen Remix des Songs Stellar von Daddy’s Groove sowie eine Zusammenarbeit mit Jay Hardway mit dem Namen Error 404. Wenige Wochen bevor Martin Garrix’ zweite Solo-Single Animals erschien, wurde noch ein Track, der in Zusammenarbeit mit TV Noise entstand und Just Some Loops heißt, veröffentlicht. Ende September erschien der Martin-Garrix-Remix von Project T, einem Track von Sander van Doorn, Dimitri Vegas und Like Mike.
Ein kommerzieller Erfolg gelang ihm mit seiner zweiten Soloveröffentlichung Animals. Die Single erschien am 17. Juni 2013 und stieg bis auf Platz 3 der niederländischen Charts. In Belgien und Großbritannien erreichte sie Platz 1. Auch in anderen europäischen Ländern konnte sich Animals als Hit etablieren. Es erreichte die Top 5 in der Schweiz, in Frankreich, in Deutschland, in Österreich und in Schweden. Des Weiteren konnte das Lied eine Platzierung in den USA erlangen und wurde mit insgesamt sieben Platin und zwei goldenen Schallplatten ausgezeichnet.
Da Garrix vorgeworfen wurde, Animals nicht selbst produziert zu haben, sah dieser sich dazu veranlasst, in einem fast 70-minütigen Video zu zeigen, wie er den Track gemacht hat. In einem weiteren Video des Future Music Magazine, in dem der niederländische DJ erklärt, wie er seine Hitsingle produziert hat, sieht man, dass er teilweise gecrackte Software benutzt, was ihm nochmal einiges an Kritik einbrachte. Laut Martin Garrix basiert die Melodie in Animals auf einem seiner alten Tracks, die er nie veröffentlicht hat. Außerdem sei der Titel von dem Lied What It Is des US-amerikanischen Rappers Busta Rhymes inspiriert. Zu Animals erschienen Remixe von Grum, Victor Niglio, Isaac, Oliver Heldens, Jay Ronk, DirtyS und Botnek.
Am 2. Dezember 2013 veröffentlichte Martin Garrix zusammen mit Jay Hardway die Single Wizard. Bereits nach wenigen Stunden stand das Lied in den Top 10 zahlreicher iTunes-Charts, darunter Platz 4 in Deutschland und Nummer 7 in Großbritannien. Auch in den offiziellen Single-Charts stieg der Track hoch ein, darunter waren Platz 6 in Belgien, Platz 4 in Schottland, Rang 7 in Großbritannien sowie weitere Top-100 Positionen in über 15 Ländern. In Schweden erhielt das Duo eine Goldene Schallplatte. Das offizielle Musikvideo des Big-Room-Tracks wurde innerhalb eines Jahres über 120 Millionen Mal aufgerufen. „Spinnin’“ gab bekannt, dass keine bisherige Veröffentlichung so schnell auf Platz 1 der Beatport-Charts vorgerückt war wie Wizard. Remixe steuerten unter anderem Twoloud, Tchami, Mike Hawkins, Yellow Claw und Tom & Jame bei.
Im April 2013 startete Martin Garrix seine eigene wöchentliche Radioshow The Martin Garrix Show.

### 2014: Zusammenarbeit mit anderen Künstlern, weitere Erfolge
Mit seiner Edit-Version des Bassjackers-Tracks Crackin stieg Martin Garrix in das neue Jahr ein. Mit seiner neuen Single Helicopter, die am 17. Februar 2014 zusammen mit Firebeatz erschien, konnte Martin Garrix zunächst nicht an seine Erfolge mit Animals und Wizard anknüpfen. Die Single erreichte in den Niederlanden Platz 59 der Charts, in Frankreich Platz 98 und in Belgien Platz 33. In Deutschland, der Schweiz und Österreich reichte es nicht für eine Chartplatzierung.
Am 5. März erschien eine neue Solo-Veröffentlichung von Martin Garrix. Proxy wurde zum kostenlosen Download auf seiner SoundCloud-Seite angeboten. Garrix wollte damit seinen Fans für die Unterstützung 2013 danken. Ende März trat er auf dem Ultra Music Festival 2014 in Miami auf. Dabei präsentierte er einige neue Songs, die im Laufe des Jahres veröffentlicht werden sollten. Darunter befinden sich auch gemeinsame Werke mit Afrojack und Dillon Francis.
Am 21. April 2014 erschien Tremor, eine gemeinsame Single mit Dimitri Vegas & Like Mike. Nach wenigen Tagen erreichte sie Platz 1 der Beatport-Charts und konnte insbesondere in Download-Portalen wie iTunes mit hohen Platzierungen punkten. Tremor entwickelte sich zu einem der fortan bekanntesten Big-Room-Lieder überhaupt. Mit Gold Skies veröffentlichten Sander van Doorn, Martin Garrix und DVBBS im Juni einen weiteren Track, der die Beatport-Charts eroberte.
In den ersten Monaten des Jahres 2014 wurde bekannt, dass neben Tiësto auch Martin Garrix in das Line-Up der Sendung „BBC Radio 1’s Residency“ aufgenommen werden sollte. Am 1. Mai absolvierte Garrix seine erste Sendung bei dem Sender BBC Radio 1. Bis zum 4. Dezember 2014 meldete er sich monatlich in seiner einstündigen Sendung mit „energiegeladener Partymusik und den neuesten exklusiven Tracks aus dem Studio“.
Nach Crackin’ erschien am 7. Juli 2014 eine weitere Edit-Version von Garrix, diesmal mit dem Track Backlash von DubVision. Ende Juli 2014 lud Garrix eine Preview des Titels Turn Up The Speakers, welcher in Zusammenarbeit mit Afrojack entstanden war, bei Soundcloud hoch. Das Erscheinungsdatum war der 25. August 2014. Für wenige Tage erreichte die Single Platz 1 der Beatport-Top-Ten.
Mit einer ungewöhnlichen PR-Aktion kündigten Martin Garrix und MOTi Mitte September ihren neuen Track Virus an. Auf dem Twitter-Account der beiden Künstler wurden dazu Tweets veröffentlicht, die darauf hindeuteten, dass die DJs und Produzenten gehackt worden sein könnten. Auf der Webseite von Garrix flackerte jedoch ein Text im Code-Stil, der das Veröffentlichungsdatum, den 13. Oktober, bekanntgab. Darüber hinaus führte eine URL zu einem eine Stunde und 40 Minuten langen Video auf YouTube, das nur eine Zahlenfolge, geschrieben im Computer-Stil, zeigte. Im Oktober 2014 verpasste Garrix nur knapp den Einzug unter die DJ Mag Top 100 DJs Top 3 und landete auf Rang 4.

### 2015: Musikalische Neuausrichtung

#### Anfang 2015: Stilwechsel & UMF-Auftritt

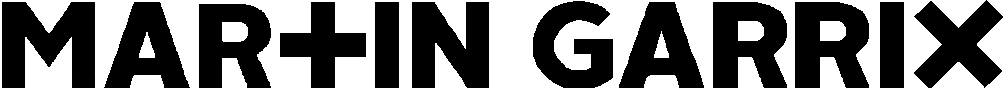
Martin Garrix’ Logo seit Anfang des Jahres 2015

Nach dem Lied Virus begann Martin Garrix zum Jahr 2015 sich neu zu präsentieren. Am 24. Januar 2015 spielte Danny Howard beim britischen Radiosender BBC Radio 1 die Premiere von Forbidden Voices, welches starke melodische Einflüsse aufweist und nicht seinem vorher typischen Big-Room-Stil entsprach. Der Song wurde ab dem 7. Februar 2015 als Dank für 10 Millionen Facebook-Likes zum kostenlosen Download angeboten. Zeitgleich erhielt Martin Garrix außerdem ein neues Logo.
Anfang März 2015 wurde eine Zusammenarbeit mit dem US-amerikanischen Sänger Usher angekündigt. Das Release erfolgte am 17. März 2015. Bereits Wochen vorher erschien ein Live-Mitschnitt von Don’t Look Down im Internet. Anfangs wurde vermutet, dass die Vocals vom schwedischen Popsänger John Martin stammen. Des Weiteren wurde der Musikstil bereits früh mit dem des norwegischen Produzenten Kygo verglichen. Bereits eine Woche nach der Veröffentlichung stand das Lied in der oberen Charthälfte zahlreicher Länder, darunter in Deutschland, Österreich und den Niederlanden. Das offizielle Musikvideo verzeichnete bereits nach 24 Stunden über eine Million Aufrufe.
Bei seinem Auftritt beim Ultra Music Festival in Miami Ende März 2015 spielte Martin Garrix mehrere unveröffentlichte neue Songs. Für Aufsehen sorgten insbesondere ein von ihm produzierter Track im Future-House-Stil zusammen mit Justin Mylo, der im Internet unter dem Namen Bouncybob kursierte sowie der lang erwartete Song Rewind Repeat It, der bereits Mitte des Jahres 2014 in Zusammenarbeit mit dem britischen Singer-Songwriter Ed Sheeran angekündigt wurde und für zahlreiche Gerüchte verantwortlich war. Des Weiteren regte der Moment, als Garrix während Tiëstos Set live auf der Bühne erschien und sie gemeinsam ihre kommende Single The Only Way Is Up spielten, Gesprächsstoff an. Die Performance des Liedes Don’t Look Down, bei der der Sänger Usher live auf der Bühne erschien, brach einen Ultra-Music-Rekord, da es im Internet zuvor nie mehr Zuschauer bei einem Online-Stream gab.
Anfang April 2015 äußerte sich Garrix erstmals wieder zur lang erwarteten Zusammenarbeit mit David Guetta und gab bekannt, um welchen Track seines Ultra-Music-Festival-Set es sich handele. Das Stück wies im Gegensatz zu seinen vorherigen House-Liedern wieder Merkmale des Big-Room sowie auch des French-House auf. Ein Releasedate wurde nicht bekannt gegeben. Jedoch erschien am 4. Mai 2015 seine Zusammenarbeit mit Tiësto The Only Way is Up als Single. Sie fand bereits 2014 als Tonspur mit den Titeln Voices und Kindergarten ihren Weg im Internet. Das offizielle Musikvideo entsteht in Kooperation mit dem Unternehmen hinter der Limonade 7 Up und wird jeweils einen Auftritt der beiden DJs in einer Wüste zeigen. Parallel wurde auch bekanntgegeben, dass 7 Up auch in Zukunft als Sponsor für Garrix in Erscheinung treten würde. Des Weiteren erschien auch eine Special Edition ihres Getränks mit seinem Namen als „Tropical Version“.
Vorher erschien jedoch am 21. Mai 2015 der mit dem schwedischen DJ Avicii produzierte Titel Waiting for Love, bei dem fälschlicherweise lange Zeit davon ausgegangen wurde, dass die Vocals vom US-amerikanischen Singer-Songwriter John Legend stammen würden. Obwohl Garrix wie bei den Avicii-Singles üblich nicht erwähnt wurde, machte sich der Titel als Collab seine Wege durch das Internet und wurde ein großer Erfolg. Sie erreichten unter anderem Platz eins in Schweden sowie die Top 10 in Dänemark, Österreich und seinem Heimatland, den Niederlanden.
Ende August 2015 veröffentlichte Garrix seinen lang angekündigten Remix des Liedes Can’t Feel My Face des kanadischen Rappers The Weeknd auf SoundCloud. Bereits vorab erschienen mehrere Mitschnitte seiner Live-Auftritte, bei denen er dieses Lied spielte. Anfangs war der Remix sehr Deep-House-lastig, wurde aber stark überarbeitet, da Garrix den Remix aggressiver gestalten wollte. Zwar wurde er im Nachhinein stark mit dem Stil des Produzenten MOTi verglichen, der Track wurde aber dennoch positiv aufgegriffen. Es erschien ebenfalls ein Remix-Video auf YouTube, in dem Szenen seines Sets beim EDC-Las-Vegas zusammen mit Teilen des offiziellen Musikvideos von The Weeknd zu sehen sind. Ein Single-Release wurde nicht angekündigt und vorab auch nicht vorgesehen.

#### Ende 2015: Trennung von „Spinnin’ Records“
Am 27. August 2015 verkündete Garrix über Instagram, dass seine Zusammenarbeit mit seinem Management „MusicAllstars Management“ sowie dem Label „Spinnin’ Records“ beendet sei, er jedoch bereits an neuen Projekten arbeite. Garrix gab bekannt, dass er durch die 360°-Verträge beinahe alle Rechte an seinen Liedern verloren habe. Ein Versuch, diese zurückzukaufen, wie es Steve Angello im Vorjahr bei „Columbia“ tat, scheiterte. Des Weiteren waren die Verträge ebenfalls schuld daran, dass Garrix’ Mitarbeit an Aviciis Erfolgstrack Waiting For Love nicht auf der Single erwähnt wurde. Laut seinem ausführlichen Instagram-Statement scheint sein US-amerikanischer Manager Scooter Braun nicht von der Trennung betroffen zu sein und auch seine PR-Agentur „The Media Nanny“ wird nicht erwähnt. Neuigkeiten soll es vor allem im Rahmen des Amsterdam Dance Events geben. Einen Tag nach Garrix’ Statement äußerte sich Eelko van Kooten, Mitglied von „Spinnin’ Records“, zu der ganzen Sache. Er erklärte, dass sie auf Grund seines Erfolges in den letzten Monaten im engen Kontakt zu Martijn und seinem Team standen, um die immer noch bestehenden Verträge anzupassen. Des Weiteren wären sie bereit gewesen, Martijns Wunsch zu entsprechen und die Verträge zu seinen Gunsten neu zu verhandeln. Dabei bestätigten sie auch den Wechsel des Besitzes. Dennoch entschied sich Martijn, die Zusammenarbeit unmittelbar einseitig zu beenden. Sie beschrieben die Begleitung Martijns von einem unbekannten, höchst talentierten Künstler zu einem weltberühmten Star als eine großartige Erfahrung.

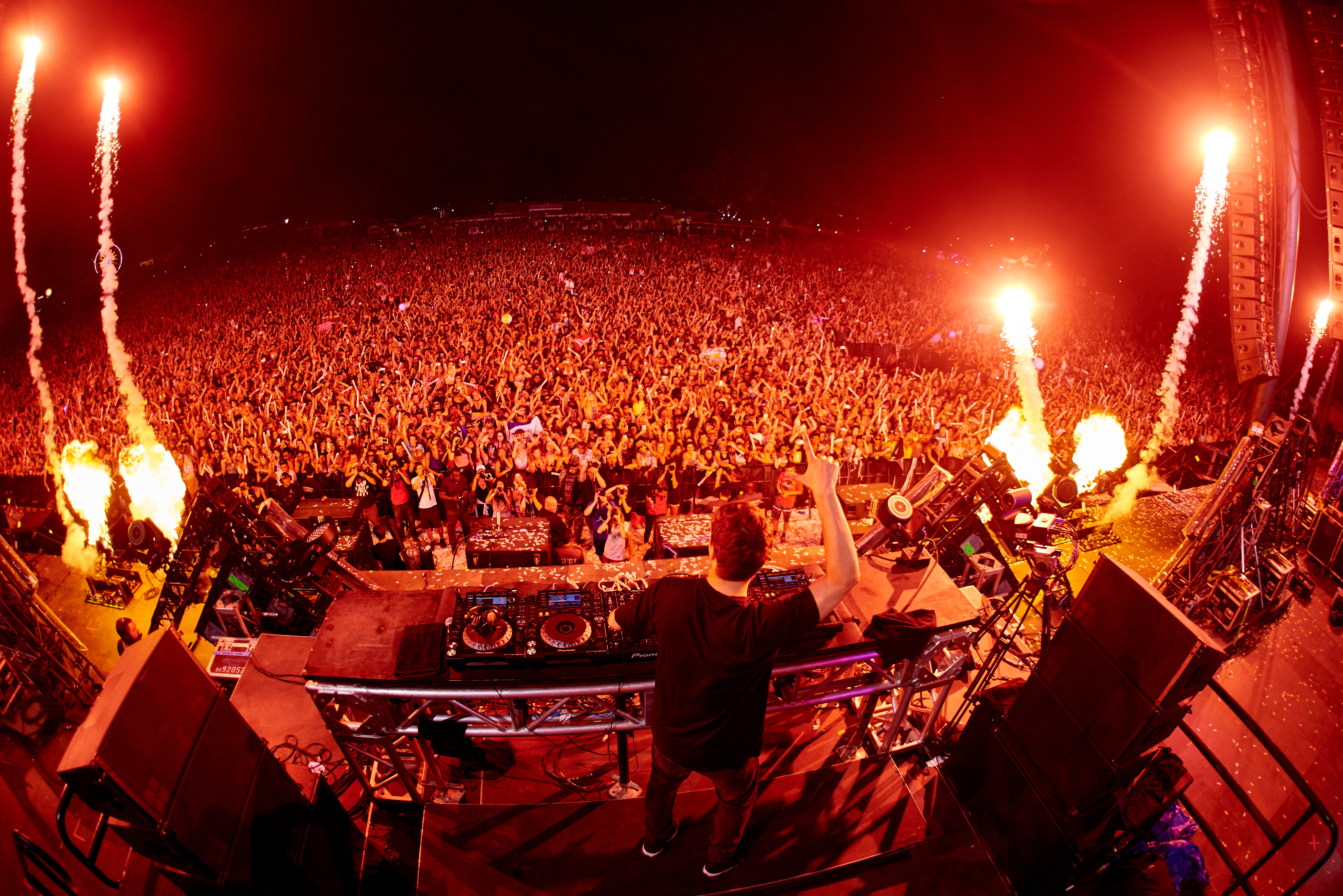
Martin Garrix live beim VELD Festival 2016

Nach der Trennung von Spinnin’ und der Unterzeichnung eines Vertrages mit dem Schweizer Unternehmen TAG Heuer erschien das Aftermovie des Ultra Music Festivals 2015, in dem er eine neue Produktion vorstellte. Das Lied verbreitete sich im Internet unter dem Titel Don’t Crack Under Pressure, da ein Werbespot mit demselben Motto von TAG Heuer veröffentlicht wurde. Der Track kam sehr gut an, und es entstanden schnell Gerüchte, wann er veröffentlicht werde. Anfang Februar 2016 gab Martin Garrix auf seiner Facebook-Seite bekannt, dass er gemeinsam mit John Martin und Michel Zitron, dem Sänger von Tiëstos Red Lights eine Vocal-Version zu diesem Lied aufgenommen habe. Verglichen wurde das Lied jedoch mit Aviciis Silhouettes.
Parallel kündigte der Niederländer eine Reihe an Free-Tracks an, da diese wohl durch den Vertrag mit Spinnin’ aufgrund seines kommerziellen Erfolges nur sehr selten bewilligt wurden. Jedoch erschien am 31. Oktober 2015 ohne jegliche Promotion-Kampagne das Lied Poison zum Free-Download. Prämiert wurde das Lied nur zwei Wochen zuvor beim Amsterdam Dance Event 2015. Ebenfalls gab er auf Facebook eine Zusammenarbeit mit David Guetta und Afrojack sowie auf Snapchat eine neue Single mit Jay Hardway im Bereich des Big-Rooms und eine erneute Zusammenarbeit mit Julian Jordan (ebenfalls auf Snapchat) bekannt.
Mitte Oktober 2015 landete Garrix bei den DJ Mag Top 100 DJs hinter Dimitri Vegas & Like Mike und Hardwell auf Platz drei.
Mitte November 2015 veröffentlichte Garrix seinen lang erwarteten Remix zu Can’t Feel My Face von The Weeknd über „Universal Music“ als Single. Ebenfalls kündigte er auf Facebook an, dass seine Kollaboration mit Justin Mylo und dem gerade einmal 16-jährigen Mesto am 31. Dezember 2015 als Free-Track erscheinen werde. Bouncybob war somit der zweite Free-Track in Folge. Bereits seit seinem Auftritt beim Ultra Music Festival im Mai 2015 wird der Future-House-Song erwartet. Währenddessen wurde ein Remake auf YouTube sehr populär und erhielt als vermeintliches Original beinahe eine Million Klicks.

### 2016: Stmpd Rcrds

#### Anfang 2016: vom House zum Future-Bass
Am 11. März 2016 erfolgte letztlich das Release der Kollaboration mit John Martin und Michel Zitron unter dem Titel Now That I Found You. Der Track konnte den Erfolg seiner letzten Lieder übertreffen und erreichte innerhalb kürzester Zeit die Download-Charts mehrerer Länder. Zudem präsentiert es die erste Veröffentlichung seines eigenen Plattenlabels „Stmpd Rcrds“. Der Name basiert auf dem englischen Wort „Stamp“, was für „Briefmarke“ steht. Inspiriert für die Namensgebung wurde er von seinem Vater, der bei einer Briefmarken-Vermarktungs-Agentur arbeitete. Bei seinem Auftritt beim Ultra Music Festival im März 2016 spielte er eine große Auswahl an neuen Liedern, darunter Produktionen mit Bebe Rexha, Avicii und den langerwarteten Titel Spotless mit Jay Hardway.
| Jahr | Platz |
| ---- | ----- |
| 2013 | 40    |
| 2014 | 4     |
| 2015 | 3     |
| 2016 | 1     |
| 2017 | 1     |
| 2018 | 1     |
| 2019 | 2     |
| 2020 | 3     |
| 2021 | 2     |
| 2022 | 1     |
| 2023 | 3     |

Am 1. April 2016 veröffentlichte Martin über sein Plattenlabel das Lied Spaceships als Free-Download. Der Lovetrap-Song erschien unter dem Pseudonym „Area 21“, hinter dem er sich gemeinsam mit dem Rapper Maejor Ali versteckt. Eine weitere Produktion mit dem Projekt trägt den Titel We Did It und wurde ebenfalls beim Ultra Music Festival premiert. Mitte April 2016 sickerte über unbekannte Wege die Studioversion des Liedes Waiting for Tomorrow durch, das gemeinsam mit dem Produzenten Pierce Fulton und dem Sänger Mike Shinoda von Linkin Park aufgenommen worden war. Zwar wurden viele der Uploads gelöscht, aber die Verbreitung konnte nicht gestoppt werden.
Am 20. Mai wurde ein weiterer Track von Area 21 mit dem Namen Girls veröffentlicht.
Im Mai 2016 erschien der, beim Ultra als Intro seines Sets verwendete Track Lions in the Wild und wurde bei Fans sowohl durch Vocals, als auch durch seine unverkennbare Melodie gelobt. Der Titel entstand in Kollaboration mit dem britischen Duo Third Party. Die Charts konnte das Lied in Frankreich erreichen.
Am 13. Juni 2016 erschien das Lied Oops als Single. Das Release basiert auf dem Muster einer Promo-Single, da diese im Zuge seines Video-Spiels erschien. Neben typischen Martin-Garrix-Elementen orientierte er sich auch an stilistische Mittel von Soundtracks von Spielen wie Super Mario. Das Video-Spiel an sich ist eine abgewandelte Version von Flappy Bird.
Am 29. Juli 2016 wurde die Single In The Name Of Love veröffentlicht, welche zusammen mit der US-amerikanischen Sängerin Bebe Rexha geschrieben und produziert wurde. Im Gegensatz zu Garrix anderen Liedern, ist diese Future-Bass lastig mit einigen Elementen des Lovetraps. Kommerziell gesehen brauchte das Lied ein wenig Anlaufzeit, konnte dann jedoch hohe Chartplatzierungen erreichen, darunter waren die Top-15 in Deutschland, den Niederlanden und Großbritannien. Zudem konnte erstmals seit Animals wieder die Top-100 in den USA erreicht werden. Bis Ende 2016 wurde In the Name of Love über eine Million Mal verkauft.

#### Ende 2016: Seven-EP & DJ Mag „Nr.1 DJ“

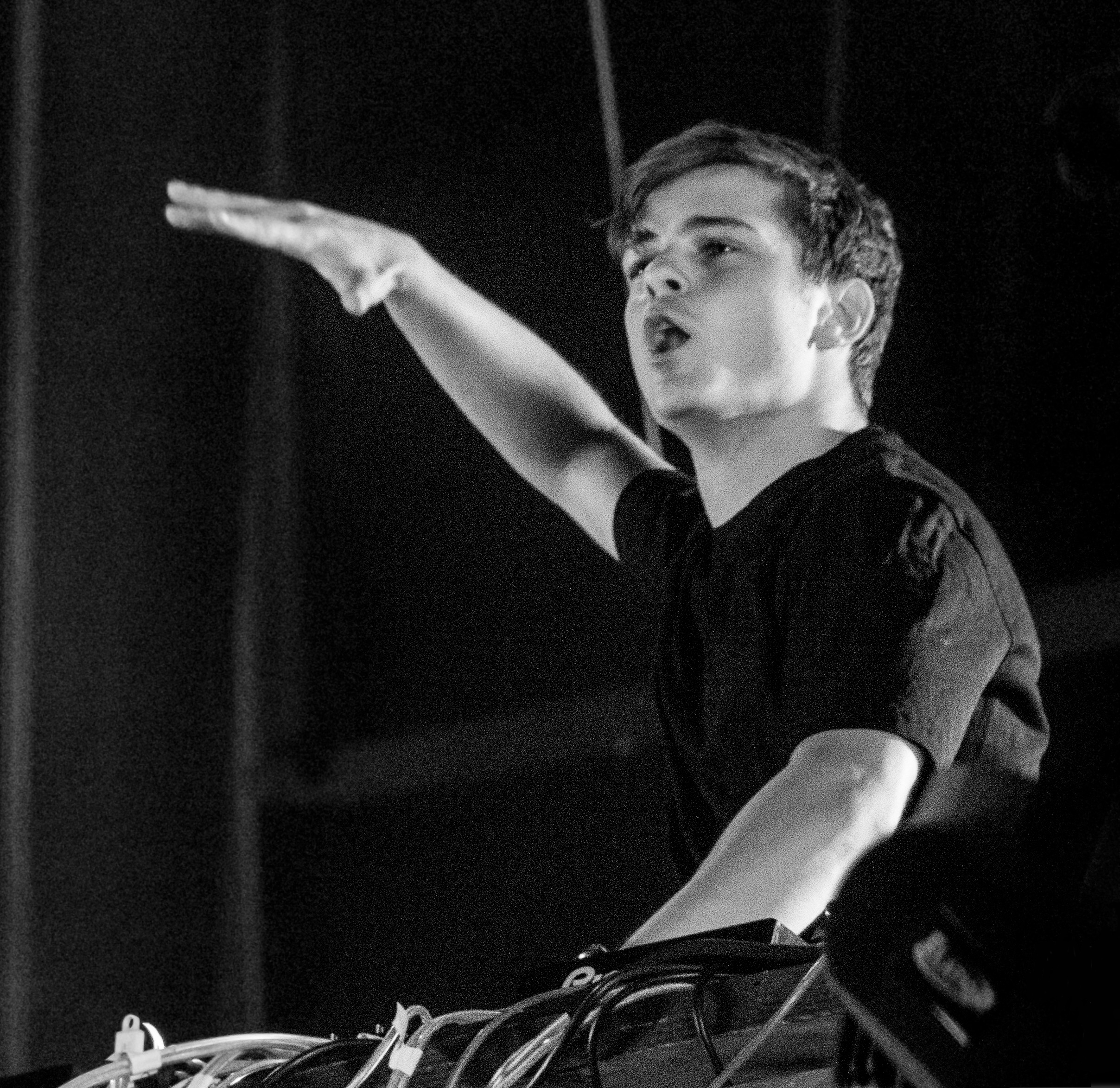
Martin Garrix beim VELD-Festival 2016

Im Zuge des Amsterdam Music Festivals erschienen sieben Lieder in einer Woche, die die EP „Seven“ bildeten. WIEE machte den Anfang. Es stellt nach „Bouncybob“ die zweite Kollaboration mit dem Nachwuchsproduzenten Mesto dar. The Sun Is Never Going Down erschien als zweite Single der EP. Lange Zeit wurde vermutet, dass Simon Aldred, der Sänger von Aviciis und Garrix’ Waiting For Love hinter den Vocals steckt, aber tatsächlich ist es Dawn Golden. Spotless mit Jay Hardway ist die Nummer drei der Liste. Das Lied wurde lang von den Fans erwartet und wurde schnell mit dem Lied Memories von KSHMR und den Bassjackers verglichen. Hold On & Believe bildete die vierte Single der EP und wurde gemeinsam mit The Federal Empire aufgenommen. Bereits vor Release wurde das Lied durch seine Ähnlichkeit zu Waiting For Love als zweite Kollaboration mit Avicii mit dem Titel Hold On Never Leave gehandelt. Die langerwartete zweite Kollaboration mit seinem Freund Julian Jordan wurde mit Welcome am 19. Oktober 2016 veröffentlicht. Die Nummer ist geprägt mit Jordans Dub-House-Stil. Mit Together, die gemeinsam mit dem DJ-Duo Matisse & Sadko produziert wurde, ging es weiter. Das Lied bildete das Finale seines Tomorrowland-Sets. Make Up Your Mind stellt den letzten Track der Woche dar. Dieser basiert entgegen Florian Picassos eigentlichem House-Stil auf Spuren des Groove-House’und des Bigrooms.
Am 19. Oktober 2016 wurde Martin Garrix vom Magazin DJ Mag zum #1 DJ der Welt gekürt. Damit ist er der jüngste DJ, der jemals den Platz 1 des DJ Mag Votings gewonnen hat. Der Preis wurde ihm von seinem Mentor und dreimaligen Gewinner des Dj Mag Top 100 Voting, Tiësto überreicht. Die Verleihung fand in Amsterdams bekannter Heineken Musik Hall statt und war die Eröffnungsfeier des diesjährigem Amsterdam Music Festival, welches das größte Festival des Amsterdam Dance Event (ADE) ist.

### 2017: Future-Bass und Kurze „Rückkehr zum EDM“

#### Anfang 2017: Welterfolg:Scared to Be Lonely
Beim AVA New Year’s Eve in Myanmar premierte Martin Garrix eine neue Future-Bass-Produktion. Dem Lied wurde der Titel Scared to Be Lonely hinzugeordnet und die britische Sängerin Dua Lipa als Vocalistin vermutet. Von Garrix wurde Mitte Januar 2017 beides bestätigt. Zudem wurde seit In the Name of Love erstmals wieder ein Musikvideo gedreht. Release erfolgte am 27. Januar 2017. Innerhalb einer Woche konnte das Musikvideo mehr als 10 Millionen Aufrufe verzeichnen. Das Lied startete mit ähnlichem Erfolg wie In the Name of Love und erreichte in der ersten Woche die Single-Charts zahlreicher europäischer Länder sowie die Top-100 der USA. Am 7. April 2017 erschien eine Akustikversion des erfolgreichen Tracks auf Garrix’ YouTube-Kanal, in dem der Future-Bass-Song mit Geigen, Gitarren und Klavieren nachgespielt wurde.
Am 7. April 2017 veröffentlichte Garrix das Lied Byte. Dieses entstand in Zusammenarbeit mit dem niederländischen Produzenten Brooks. Den Lead-Sound des Liedes stellte er bereits Wochen vorher in einem Livestream auf Instagram. Zu diesem Zeitpunkt orientierte sich der Track noch an seinem früheren Big-Room-Stil, während die finale Version auf Charakterzügen von Brooks Future-Bounce-Stil basiert. Martin Garrix bezeichnete den Track als seine „Rückkehr zum EDM“.
Eine Woche nach Release von Byte trat Garrix beim „Coachella Festival“ in Indio, USA auf. Dort spielte er neben einer Reihe „ID“s auch einen Mash-Up der Original-Version und des Brooks-Remix’ von Scared to Be Lonely, für den er Dua Lipa auf die Bühne holte. Bereits wenige Tage vorher traten sie gemeinsam in der O2 Ritz in Manchester mit dem Lied auf.

#### Sommer 2017:There For You

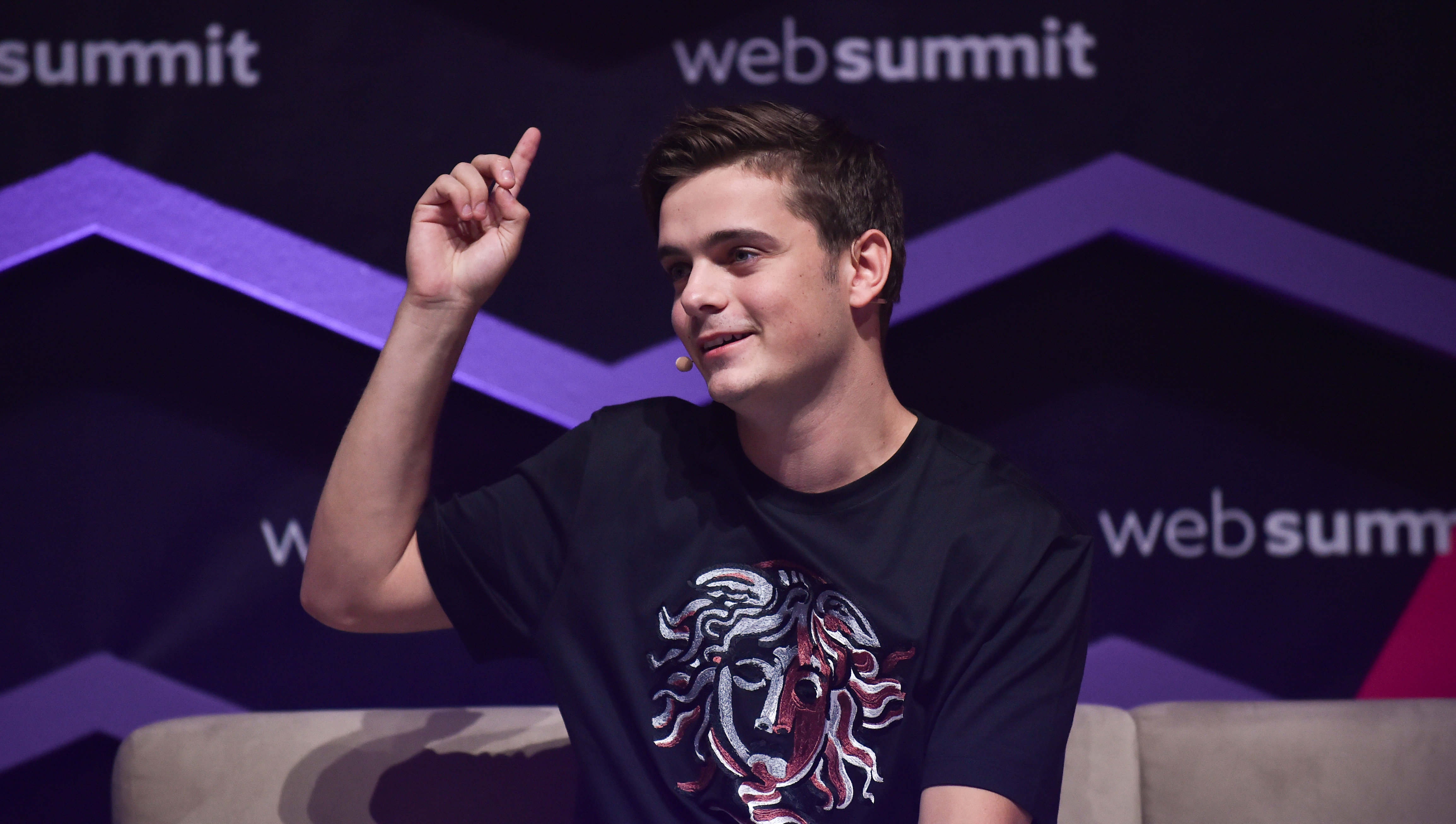
Martin Garrix während eines Interviews beim Web Summit

Teil seiner premierten Neuproduktionen vom Coachella war das Lied There For You, das er gemeinsam mit dem australischen Sänger, YouTuber und Schauspieler Troye Sivan spielte. Mit dem Lied führte Garrix seinen Future-Bass-Stil fort und erhielt schnell positive Resonanz. Auf Twitter gaben Sivan und Garrix Titel und Release-Date bekannt. Am 27. Mai 2017 erschien das Lied als Single. In seiner Heimat rückte der Song in die Top-20 ein; in vielen weiteren europäischen Ländern gelang den Musikern der Sprung in die obere Charthälfte. Das Musikvideo zeigt beide Interpreten in San Francisco sowie bei ihrem gemeinsamen Live-Auftritt.
Mitte Juni 2016 kündigte Martin Garrix an, dass die Veröffentlichung zweier Singles bevorstehen würde. Zum einen soll das Lied We Did It mit seinem Projekt Area 21 erscheinen, zum anderen steht das Release des Tracks Waiting For Tomorrow mit Pierce Fulton und Mike Shinoda an. Beide Produktionen erfuhren ihre Premiere beim Ultra Music Festival des Vorjahres. Den Anfang machte We Did It am 22. Juni 2017.
Beim Tomorrowland 2017 erhielt sein Plattenlabel „STMPD“ eine neue Stage. Im Line-Up befand sich unter anderem der Name YTRAM. Auf der Bühne erschien dieser maskiert, doch noch während des Auftritts legte er die Maske ab, woraufhin sich herausstellte, dass sich Garrix selber hinter dem Pseudonym verbirgt. Rückwärts gelesen stimmt das neue Pseudonym mit Garrix’ ersten Künstlernamen MARTY überein. Stilistisch lässt sich das neue Projekt in eine Mischung aus Deep-, Tech- und Bass-House einordnen.
Bei seinem Mainstage-Set beim Tomorrowland spielte er unter anderem unveröffentlichte Kollaborationen mit David Guetta und Ellie Goulding, Loopers und Justin Mylo. Bezüglich des finalen Tracks gab er bekannt, dass dieser Ende August 2017 eine Veröffentlichung erfahren würde. Unter dem Titel Pizza wurde die High-Energy-Produktion am 25. August 2017 veröffentlicht. Nicht nur der Titel, sondern auch die Machart, die mit Orchestra-Elementen gespickt ist, sorgte für positives Aufsehen.

#### Herbst 2017: Erneuter Erfolg beim DJ-Mag

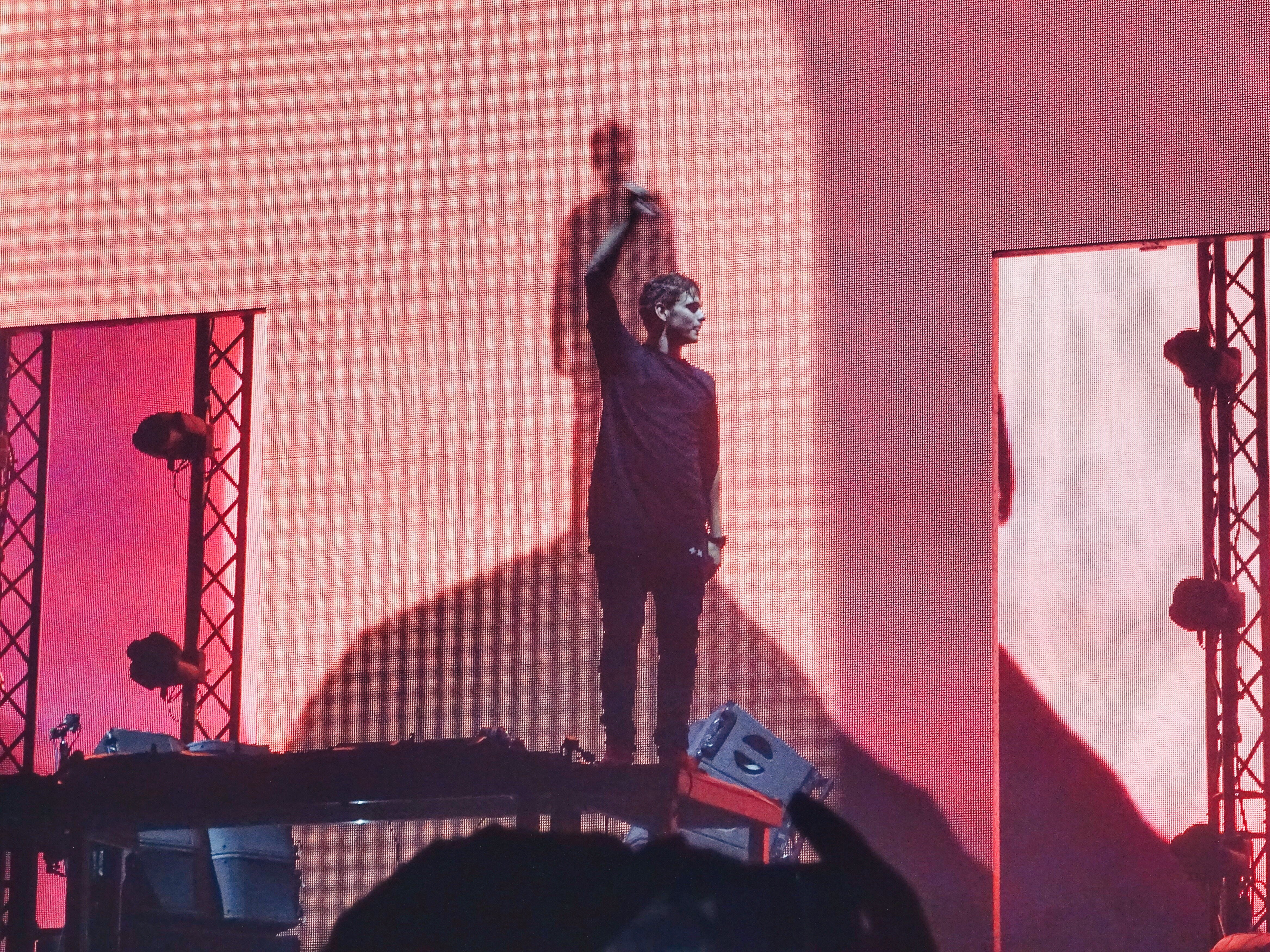
Martin Garrix bei der World Club Dome Winter Edition 2017

Am 13. Oktober 2017 veröffentlichte Martin Garrix unter seinem Pseudonym GRX eine zweite Kollaboration mit dem Future-Bounce-Produzenten Brooks. Diese trägt den Titel Boomerang und ging ursprünglich aus einer Zusammenarbeit zwischen Brooks, Breathe Carolina, Pillface und Sänger Jason Walker hervor. Da Breathe Carolina und Pillface jedoch nicht von dem Ergebnis überzeugt waren, traten diese von dem Projekt zurück. Garrix hingegen promotete den Song seit der Veröffentlichung der ersten Demo-Version, woraufhin Brooks und er sich entschlossen, den Song gemeinsam fertigzustellen. Dabei entstand ein komplett neuer Break, während der Drop dem der ersten Finalen Version entspricht. Nur eine Woche später veröffentlichte er als vierte Zusammenarbeit mit dem DJ-Duo Matisse & Sadko den Track Forever.
Ende Oktober 2017 konnte Garrix sich bei der zwanzigsten Ausgabe der DJ-Mag-Wahlen zum zweiten Mal in Folge die Auszeichnung zum besten DJ der Welt sichern.
Mitte November 2017 spielte Garrix eine Neuversion der bis dato unveröffentlichten Kollaboration mit David Guetta. Hierbei kamen neue Vocals zum Einsatz. Garrix gab auf Twitter bekannt, dass Ellie Goulding den Song nicht veröffentlichen wollte, weshalb eine neue Sängerin ins Studio geholt wurde. Das Release ist für Dezember 2017 angesetzt und am gleichen Tag soll auch die dritte Area-21-Single erscheinen. Hier wurde der Titel von It Doesn’t Really Matter in Glad You Came umbenannt.
Für 2017 ist zudem die Veröffentlichung eines Dokumentationsfilms angesetzt. Dieser soll Martin Garrix und DJ-Legende Carl Cox als Hauptdarsteller mit dem Titel What We Started zeigen. Dabei soll die Entwicklung der EDM-Szene im Laufe der letzten 30 Jahre gezeigt werden, bei dem insbesondere Cox, der erst kürzlich seinen Rücktritt vom Ibiza-Club Space bekanntgab, als Hauptbegründer in den Fokus genommen wird. Martin Garrix wird im Zuge seines Belegen des ersten Platzes der DJ-Mag-Top-100 die heutige EDM-Szene repräsentieren. Regie, Co-Autor und Produzent des Filmes ist Bert Marcus. Der Soundtrack und die Co-Produktion übernahm Pete Tong.

#### Winter 2017: So Far Away
Am 1. Dezember 2017 wurde das Lied So Far Away mit David Guetta sowie den Sängern Jamie Scott und Romy Dya veröffentlicht. Der weibliche Part wurde zur ersten Demo-Version des Liedes von Ellie Goulding übernommen. Vorab sorgten ähnlich wie bei Rewind Repeat It, Label-Auseinandersetzungen für Probleme mit dem Release. Ausschlaggebend dafür war, dass Martin Garrix bei seinem Mainstage-Set beim Tomorrowland das Lied spielte, ohne sich vorher ein Einverständnis der Vertragspartner von Ellie Goulding einzuräumen. Ihr Management untersagte infolgedessen ihre weitere Beteiligung an dem Track. Für sie sprang daraufhin Sängerin Romy Dya, die durch ihre Kollaboration mit CMC$ bereits vorher auf seinem Plattenlabel aktiv war ein. Am gleichen Tag wurde ebenfalls das Lied Glad You Came veröffentlicht. Dieses war das vierte Release mit Maejor unter dem Pseudonym Area21.
Im Laufe des Januars 2018 entwickelte sich So Far Away zu einem kommerziellen Erfolg. Während es unter anderem in Deutschland vorerst in der unteren Hälfte der Single-Charts zu finden war, rückte es gegen Ende des Monats bis in die Top-10 der deutschen Single-Charts vor. Ähnliche Positionen konnten auch in Finnland und den Niederlanden erreicht werden.

### 2018: Auftritt bei den Olympischen Spielen & namhafte Kollaborationen

#### Frühjahr 2018: Like I Do
Am 22. Februar 2018 veröffentlichte Martin Garrix eine weitere Produktion mit David Guetta. Diese trägt den Titel Like I Do, für die auch Brooks ins Studio geholt wurde. Mit letzterem arbeitete Martin Garrix im Vorjahr bereits zweimal bei den Liedern Byte und Boomerang zusammen. Des Weiteren beteiligten sich Throttle, Talay Riley und Sean Douglas an dem Track. Zwar konnte der Track nicht an den Erfolg von So Far Away anschließen, vertrat andererseits aber auch einen weitaus clubtauglicheren Stil. Insgesamt wurden die Single-Charts von über 20 Ländern und in unter anderem Großbritannien, Kanada und Italien Schallplattenstatus erreicht. In einem Instagram-Livestream gab Guetta bekannt, bereits eine weitere Idee mit Garrix und Brooks teilen zu wollen.
Am 24. Februar 2018 trat Martin Garrix als Closing-Act bei der Abschlusszeremonie der olympischen Winterspiele 2018 auf. Tiëstos Auftritt der gleichen Art im Jahr 2004 in Athen bezeichnet er als den Auftritt, der seinen Wunsch DJ zu werden ins Leben rief.
Am 20. April 2018 folgte das Lied Game Over, das in Zusammenarbeit mit dem niederländischen Dutch- und Electro-House-DJ Loopers produziert wurde. Der Song baut auf einem EDM-Stil auf und stellt Garrix erstes Instrumental-Release im Jahr 2018 dar. In den US-amerikanischen Dance-Charts rückte der Song bis auf Platz 44 vor.

#### Sommer 2018: Ocean & High on Life
Nachdem die Zusammenarbeit bereits im Oktober 2017 auf Anfrage eines Fans angekündigt wurde, veröffentlichte Garrix am 15. Juni 2018 eine Kollaboration mit dem US-amerikanischen Rapper und Sänger Khalid, der sich unter anderem mit Marshmello und dem Lied Silence einen Namen machen konnte. Mit an der Entstehung beteiligte sich auch der Songwriter Giorgio Tuinfort, der zuvor an diversen David-Guetta-Produktionen beteiligt war. Der Track trägt den Titel Ocean und bekam bereits vorab starkes Hitpotential zugesprochen. Der von Pop und Future-Bass geprägte Track erreichte in Garrix’ Heimat eine Top-10-Platzierung und in neuen weiteren Ländern die Top-20. Das offizielle Musikvideo erschien am Tag des Release’ und wurde binnen weniger Wochen über 100 Millionen Mal aufgerufen.
Nach seinem Auftritt beim ersten Tomorrowland-Wochenende, gab Garrix bekannt, dass der als High On Life betitelte Closing-Track am Folgewochenende zum Zeitpunkt seines Sets veröffentlicht werden soll. Hinter dem Lied verbarg sich eine Kollaboration mit dem schwedischen Musiker Kristoffer Fogelmark alias Bonn, die von dem russischen DJ-Duo Matisse & Sadko co-produziert wurde, mit dem er bereits vorher fünf Mal kollaborierte. Nachdem das Lied am 29. Juli 2018 als Single erschien, konnte es auf zahlreichen Streaming- und Download-Plattformen hohe Aufrufzahlen erreichen.
Bereits vorab wurde seine Kollaboration mit dem niederländischen Hip-Hop- und Future-Bass-Produzenten CMC$ premiert. Die Veröffentlichung des Liedes wurde für den 10. August 2018 angekündigt. Bei der finalen Version waren zusätzlich Vocals vom schwedischen Elektropop-Duo Icona Pop zu hören. Das Lied trägt den Titel X’s und erschien trotz des Future-Bass-lastigen Stils unter seinem EDM-Pseudonym GRX.
Am 12. August 2018 trat er mit Bondax, SG Lewis und vielen anderen Künstlern am Sunny Hill Festival in der kosovarischen Hauptstadt Pristina auf. Das Festival wurde von Sängerin Dua Lipa und ihrem Vater Dukagjin Lipa organisiert.
Am 14. September 2018 veröffentlichte Martin Garrix seine lang erwartete zweite Kollaboration mit dem niederländischen Produzenten Justin Mylo, der ihn seit 2017 auf seiner Tournee begleite. Der Titel wurde bereits im Vorjahr premiert und als besagte Kollaboration identifiziert. Für das Release wurden Vocals vom US-amerikanischen Singer-Songwriter Dewain Whitmore eingesungen. Der Musiker war vorab schon an der Entstehung von Ocean beteiligt. Burn Out erreichte eine Chartplatzierung in allen deutschsprachigen Ländern sowie auch in seiner Heimat, womit sich der Song zu Justin Mylos ersten kommerziellen Erfolg wurde.

#### Herbst 2018:BYLAW-EP &Dreamer
Ab dem 15. Oktober 2018 veröffentlichte Garrix fünf Singles innerhalb von fünf Tagen mit zugehörigen Musikvideos im Zuge des Releases der EP Bylaw. Der Titel setzt sich aus den Namen der auf der EP enthaltenen Lieder zusammen. So machte das Lied Breach (Walk Alone) den Anfang. Der Song stellt eine Kollaboration mit dem Produzenten Blinders dar. Es folgten Yottabyte, Latency mit Dyro, Access und Waiting for Tomorrow. Letztere entstand in Zusammenarbeit mit dem DJ Pierce Fulton und Linkin-Park-Mitglied Mike Shinoda. Der Track wurde bereits beim Ultra Music Festival 2016 premiert und wurde über Jahre hinweg aufgeschoben. Mit über 20 Millionen Klicks auf Spotify bildet es den erfolgreichsten Song der EP.
Nachdem Martin Garrix Ende August 2018 in verschiedenen sozialen Netzwerken das Cover seines ersten Buches veröffentlicht hatte, kam dieses im Oktober 2018 auf den Markt. Es trug den Titel Martin Garrix Life = Crazy. Es enthält Bilder, die während seiner Karriere entstanden sind, sowie auch Bilder aus seinem persönlichen Lebens.
Bereits im Spätsommer gab der Niederländer bekannt, dass er derzeit mit dem durch America’s Got Talent bekannt gewordenen Straßenmusiker Mike Yung an einer Single arbeiten würde. Der Song erschien am 1. November 2018. Der zuvor ungespielte Song trug den Titel Dreamer und wurde in einem sehr ruhigem Stil produziert. Der bereits vorher auf verschiedenen Festivals gespielte Remix von Nicky Romero folgte Anfang Dezember 2018, woraufhin der Track in der EDM-Szene stärkere Berücksichtigung fand.

#### Winter 2018:Glitch
In Zusammenarbeit mit seinem Kumpel Julian Jordan erschien am 14. Dezember 2018 der EDM-Song Glitch. Dem Track gelang eine Platzierung in den Beatport-Top-100 sowie mehrere Millionen Klicks auf Spotify. Ein schwarz-weißes Musikvideo zeigt die beiden Produzenten im Porträt, während die Kamera ihre Einstellung hektisch wechselt.

### 2019:No Sleep&Mistaken
Am 1. Februar 2019 veröffentlichte Martin Garrix das Lied No Sleep, das den Nachfolger zu High on Life darstellte. Auch hier steuerte Bonn wieder den Gesang bei. In unter anderem Deutschland, Österreich und der Schweiz rückte er in die Charts vor. Parallel spielte er bei seinen Live-Sets wiederholt einen Song, der den Titel Mistaken trägt. Parallel zu seinem Auftritt beim Ultra Music Festival 2019 wurde das Lied bei dem Matisse & Sadko sowie Sänger Alex Aris mitwirken veröffentlicht. Neben der originalen House-Version war auch ein Club Mix enthalten, der in den Bereich des Big-Rooms einzuordnen ist.
Am 19. April 2019 kündigte Garrix in verschiedenen sozialen Netzwerken das Lied Summer Days an, das in Zusammenarbeit mit dem US-amerikanischen Rapper Macklemore und dem Fall-Out-Boy-Frontmann Patrick Stump entstand. Der Track wurde in einem langsameren Stil gestaltet, als er für Garrix sonstige Produktionen typisch ist und erfuhr bis dato auch keine Verwendung in seinen Livesets. Verglichen wurde das Lied mit Charakterzügen von Daft Punk und Justice sowie David Guettas The Alphabeat.
Am 4. Juli 2019 spielte er erstmals eine Kollaboration mit dem jamaikanischen Musiker Jaramye Daniels alias JRM, der vorher unter anderem Lieder für Beyoncé und Kygo schrieb und für Sam Feldt einsung. Ihr gemeinsamer Song trug den Namen These Are the Times und wurde am 18. Juli 2019 kurz vor Martin Garrix Auftritt beim Tomorrowland veröffentlicht.

### Zusammenarbeit mit der UEFA &Drown
Nachdem der europäische Fußballverband UEFA am 18. Oktober 2019 Garrix als offiziellen Musiker der Fußball-Europameisterschaft 2020 ankündigte, sollte der Niederländer neben dem offiziellen Song der Europameisterschaft 2020, auch die offizielle Einlaufmusik sowie die Musik für alle offiziellen Übertragungen liefern. Aufgrund der COVID-19-Pandemie 2020 musste die Endrunde um ein Jahr verschoben werden. Die Zusammenarbeit mit Garrix blieb bestehen. So erschien am 14. Mai 2021 die Single We Are the People in Kollaboration mit Bono und The Edge von U2. Das Lied ist der offizielle Song der im Jahr 2021 stattfindenden Fußball-Europameisterschaft.
Am 27. Februar 2020 veröffentlichte Garrix das Lied Drown, das in Zusammenarbeit mit dem norwegischen Singer-Songwriter Clinton Kane entstand. In seiner Heimat erreichte der Pop-Song eine Platzierung in den offiziellen Single-Charts. Remix-Versionen steuerten unter anderem Nicky Romero und Alle Farben bei.
Am 8. Oktober 2021 veröffentlichte Garrix das Lied Diamonds zusammen mit Julian Jordan und Tinie Tempah.
2022 veröffentlichte er mit dem Sänger JVKE das Lied Hero, das als Titelsong des Online-Strategiespiels „Snap“ von Marvel eingesetzt wurde.

## Werbekooperationen
2017 war Garrix das Gesicht der Marketingkampagne der Herbst-Winter-Kollektion der italienischen Modemarke Armani Exchange. Die Ankündigung erfolgte im Juli 2017 zusammen mit der Veröffentlichung der Werbefotos in seinen sozialen Netzwerken. Der Werbespot, in dem das Lied Make Up Your Mind, Make Up Your Soul von ihm und Florian Picasso zu hören war, wurde im August 2017 veröffentlicht. Im Jahr 2018 präsentierte er erneut die Herbst-Winterkollektion in einem Werbespot, der mit seiner Loopers-Kollaboration Game Over untermalt wurde. Darüber hinaus wurde ein Behind-the-Scenes-Video veröffentlicht. Garrix wurde Botschafter der Kosmetikmarke AXE, die eine limitierte Auflage eines Martin Garrix-Körpersprays auf den Markt brachte. Dieses wurde erstmals am 14. September 2018 verkauft. In dem offiziellen Musikvideo des Liedes Burn Out von Garrix und Justin Mylo wurde die Marke beworben. Anfang 2019 war Garrix das Gesicht der Frühjahr-Sommer-Kollektion von Armani Exchange. Im Spot ist das Lied Yottabyte zu hören.
Seit April 2021 ist Martin Garrix globaler Markenbotschafter für JBL.

## Persönliches
Martin Garrix wuchs mit seinen Eltern Karin und Gerard Garritsen sowie seiner Schwester Laura in Amstelveen in den Niederlanden auf, wo er bis heute lebt. Zwischen 2013 und 2014 war er mit der als Model und Zeichnerin bekannten Lynn Spoor liiert. Im Herbst 2015 gab er bekannt mit der Lifestyle-Bloggerin Sonja Horn zusammen zu sein. Ab Sommer 2016 wurde er nicht mehr mit ihr in Verbindung gebracht. Seit Oktober 2016 gingen Gerüchte herum, dass er in einer festen Beziehung mit dem Model Charelle Schriek sei.
Er bestätigte dies allerdings erst im Jahr 2018. Im November des Jahres 2019 gab er das Ende der 3-jährigen Beziehung auf Instagram bekannt.
Im Februar 2025 gab Garrix bekannt, dass er unter chronischem Tinnitus leidet.

## Philanthropie

### Fuck Cancer
Im Mai 2016 trat Garrix als Gesicht einer Veranstaltung in Los Angeles in Erscheinung, deren Erlöse allesamt an die Non-Profit-Organisation „Fuck Cancer“ gingen. Hinter dieser verbirgt sich ein Unternehmen, welches sich für die Prävention und Unterstützung Krebsbetroffener einsetzt.

### Magic Bus
Im November 2016 startete Garrix seine Indien-Tour mit einem Charity Konzert in Mumbai, das von über 40.000 Leuten besucht wurde. Auf der Mahalaxmi-Rennstrecke veranstaltete Martin Garrix ein weiteres Event, dessen Erlöse an den Magic Bus gespendet wurden. Dieser unterstützt über 10.000 Kinder im ganzen Land in Form von Bildungshilfe.

### SOS Children’s Village
Am 24. Februar 2017 wurde Garrix als „internationaler Freund“ des SOS Children’s Village in Südafrika bekanntgegeben. Hierhinter verbirgt sich eine Non-Profit-Organisation, die Unterkünfte für verwaiste, verlassene oder andere gefährdete Kinder aus der ganzen Welt anbietet. In einem Interview mit Billboard sagte er, dass es „schlimm“ wäre, dass „so viele Kinder aus der ganzen Welt keine Unterstützung einer sich kümmernden Familie“ hätten. Von dort an besuchte er das Dorf wiederholt, spielte Fußball mit den Kindern oder machte gemeinsam mit ihnen Musik.
Am 28. Februar 2019 besuchte der Niederländer SOS Children’s Village ein weiteres Mal im Zuge seines Auftrittes beim Ultra South Africa. Dabei spielte er ein einstündiges Set für ein Publikum aus Hunderten Kindern und Jugendlichen.

## Diskografie
EPs
| Jahr | Titel  | Anmerkungen                          |
| ---- | ------ | ------------------------------------ |
| 2022 | Sentio | Erstveröffentlichung: 29. April 2022 |

## Auszeichnungen und Nominierungen
| Jahr | Auszeichnung                     | Kategorie                                   | Werk               | Ergebnis  | Quelle |
| ---- | -------------------------------- | ------------------------------------------- | ------------------ | --------- | ------ |
| 2013 | Dance Music Awards               | Best Electro / Progressive Track            | Martin Garrix      | Gewonnen  | [ 42 ] |
| 2013 | Dance Music Awards               | DJ of the Year                              | Martin Garrix      | Gewonnen  | [ 42 ] |
| 2013 | Dance Music Awards               | Newcomer of the Year                        | Martin Garrix      | Gewonnen  | [ 42 ] |
| 2014 | Young Hollywood Awards           | Breakout Music Artist                       | Martin Garrix      | Nominiert | [ 43 ] |
| 2014 | Teen Choice Awards               | Choice Music: Electronic Dance Music Artist | Martin Garrix      | Nominiert | [ 44 ] |
| 2014 | Teen Choice Awards               | Choice Music: Electronic Music Dance Song   | Animals            | Nominiert | [ 44 ] |
| 2014 | The Buma Awards                  | Best International Song                     | Animals            | Gewonnen  | [ 45 ] |
| 2014 | MTV Video Music Awards           | MTV Clubland Award                          | Animals            | Nominiert | [ 43 ] |
| 2014 | NRJ DJ Awards                    | Best Music                                  | Animals            | Gewonnen  | [ 46 ] |
| 2014 | NRJ DJ Awards                    | Best Live Performance                       | Martin Garrix      | Gewonnen  | [ 46 ] |
| 2014 | MTV Europe Music Awards          | Bester niederländischer Musiker             | Martin Garrix      | Nominiert |        |
| 2014 | World Music Awards               | World’s Best Song                           | Animals            | Nominiert |        |
| 2014 | World Music Awards               | World’s Best Video                          | Animals            | Nominiert |        |
| 2014 | World Music Awards               | Best Male Artist                            | Martin Garrix      | Nominiert |        |
| 2014 | World Music Awards               | World’s Best Entertainer of the Year        | Martin Garrix      | Nominiert |        |
| 2014 | World Music Awards               | Best Electronic Dance Music Artist          | Martin Garrix      | Nominiert |        |
| 2014 | Echo                             | Bester Dance-Künstler                       | Martin Garrix      | Nominiert |        |
| 2015 | YouTube Music Awards             | 50 artists to watch                         | Martin Garrix      | Gewonnen  | [ 47 ] |
| 2015 | iHeartRadio Music Awards         | Dance Song of the Year                      | Animals            | Gewonnen  |        |
| 2015 | MTV Europe Music Awards          | Bester Electronic-Act                       | Martin Garrix      | Gewonnen  | [ 48 ] |
| 2015 | MTV Europe Music Awards          | Bester niederländischer Musiker             | Martin Garrix      | Nominiert | [ 48 ] |
| 2015 | DJ Awards                        | Best Electro/Progressive House              | Martin Garrix      | Nominiert | [ 49 ] |
| 2015 | DJ Awards                        | Best International DJ                       | Martin Garrix      | Nominiert | [ 49 ] |
| 2016 | International Dance Music Awards | Best Electro/Progressive House Track        | The Only Way Is Up | Nominiert |        |
| 2016 | International Dance Music Awards | Best Global DJ                              | Martin Garrix      | Nominiert |        |
| 2016 | MTV Millennial Awards            | Beat Guru                                   | Martin Garrix      | Gewonnen  |        |
| 2016 | MTV Europe Music Awards          | Bester Electronic-Act                       | Martin Garrix      | Gewonnen  |        |
| 2016 | MTV Europe Music Awards          | Bester World stage                          | Martin Garrix      | Gewonnen  |        |
| 2016 | NRJ DJ Awards                    | Best International DJ                       | Martin Garrix      | Gewonnen  | [ 50 ] |
| 2016 | NRJ DJ Awards                    | Best Live Performance                       | Martin Garrix      | Gewonnen  | [ 50 ] |
| 2019 | MTV Europe Music Awards          | Best Electronic                             | Martin Garrix      | Gewonnen  | [ 51 ] |